# Équipe cycliste Sidi Ali-Unlock
L'équipe cycliste Sidi Ali-Unlock Team est une équipe cycliste marocaine, ayant le statut d'équipe continentale depuis 2020.

## Principales victoires

### Courses d'un jour
- Challenge du Prince-Trophée de l'Anniversaire : 2023 (Nasser Eddine Maatougui)

### Championnats nationaux
- Championnats de Bulgarie sur route : 1
  - Course en ligne : 2023 (Yordan Andreev)
- Championnats du Maroc sur route : 1
  - Course en ligne espoirs : 2022 (Nasr Eddine Maatougui)

## Classements UCI
L'équipe participe aux épreuves des circuits continentaux et en particulier de l'UCI Africa Tour. Les tableaux ci-dessous présentent les classements de l'équipe sur les différents circuits, ainsi que son meilleur coureur au classement individuel.
UCI Africa Tour
| UCI Africa Tour | UCI Africa Tour        | UCI Africa Tour                           | UCI Africa Tour |
| Année           | Classement par équipes | Meilleur coureur au classement individuel |                 |
| --------------- | ---------------------- | ----------------------------------------- | --------------- |
| 2020            | 6e                     | Mohcine El Kouraji (51e)                  |                 |
| 2022            | 3e                     | Nasr Eddine Maatougui (21e)               |                 |
| 2023            | 1er                    | Youssef Bdadou (12e)                      |                 |
| 2024            | 5e                     | Younes Hakim (161e)                       |                 |
|                 |                        |                                           |                 |
| Source : UCI    |                        |                                           |                 |

UCI Asia Tour
| UCI Asia Tour | UCI Asia Tour          | UCI Asia Tour                              | UCI Asia Tour |
| Année         | Classement par équipes | Meilleur coureur au classement individuel  |               |
| ------------- | ---------------------- | ------------------------------------------ | ------------- |
| 2022          | -                      | Seyed Milad Mohammad Seyed Ghalichi (129e) |               |
|               |                        |                                            |               |
| Source : UCI  |                        |                                            |               |

UCI Europe Tour
| UCI Europe Tour | UCI Europe Tour        | UCI Europe Tour                           | UCI Europe Tour |
| Année           | Classement par équipes | Meilleur coureur au classement individuel |                 |
| --------------- | ---------------------- | ----------------------------------------- | --------------- |
| 2022            | -                      | Yunus Emre Yılmaz (1513e)                 |                 |
| 2024            | -                      | Nikolaos Zegklis (1206e)                  |                 |
|                 |                        |                                           |                 |
| Source : UCI    |                        |                                           |                 |

L'équipe est également classée au Classement mondial UCI qui prend en compte toutes les épreuves UCI et concerne toutes les équipes UCI.
| Classement mondial | Classement mondial     | Classement mondial                        | Classement mondial |
| Année              | Classement par équipes | Meilleur coureur au classement individuel |                    |
| ------------------ | ---------------------- | ----------------------------------------- | ------------------ |
| 2020               | 164e                   | Mohcine El Kouraji (1315e)                |                    |
| 2022               | 143e                   | Nasr Eddine Maatougui (609e)              |                    |
| 2023               | 105e                   | Youssef Bdadou (370e)                     |                    |
| 2024               | 191e                   | Nikolaos Zegklis (1962e)                  |                    |
|                    |                        |                                           |                    |
| Source : UCI       |                        |                                           |                    |

## Sidi Ali-Unlock Team en 2023[1]
| Cycliste              | Date de naissance | Nationalité | Équipe 2022                           |  |
| --------------------- | ----------------- | ----------- | ------------------------------------- |  |
| Yordan Andreev        | 2 novembre 1994   | Bulgarie    | Martigues Sport Cyclisme Payden-Rygel |  |
| Tarik Chaoufi         | 26 février 1986   | Maroc       | Sidi Ali-Unlock Team                  |  |
| Mounir Elazhari       | 22 janvier 1999   | Maroc       | Sidi Ali-Unlock Team                  |  |
| Ludwig Fagerström     | 19 avril 2002     | Suède       | Sweden Cycling Academy                |  |
| Alejandro Gainza      | 11 juillet 1999   | Espagne     | Hoomu Seguros                         |  |
| Stepan Grigoryan      | 27 mars 1994      |             | Sidi Ali-Unlock Team                  |  |
| Saad Hatifi           | 24 juillet 2001   | Maroc       | Sidi Ali-Unlock Team                  |  |
| Stevan Kervadec       | 13 novembre 1993  | France      | Benediction Ignite                    |  |
| Vladimir López        | 8 janvier 1988    | Colombie    | Sidi Ali-Unlock Team                  |  |
| Nasr Eddine Maatougui | 21 mars 2002      | Maroc       | Sidi Ali-Unlock Team                  |  |
| Salah Eddine Mraouni  | 28 décembre 1992  | Maroc       |                                       |  |
| Nikolaos Zegklis      | 5 juillet 1996    | Grèce       | Sidi Ali-Unlock Team                  |  |